# Tommaso Nani
Tommaso Nani (Morbegno, 21 agosto 1757 – Milano, 19 agosto 1813) è stato un giurista italiano.

## Biografia

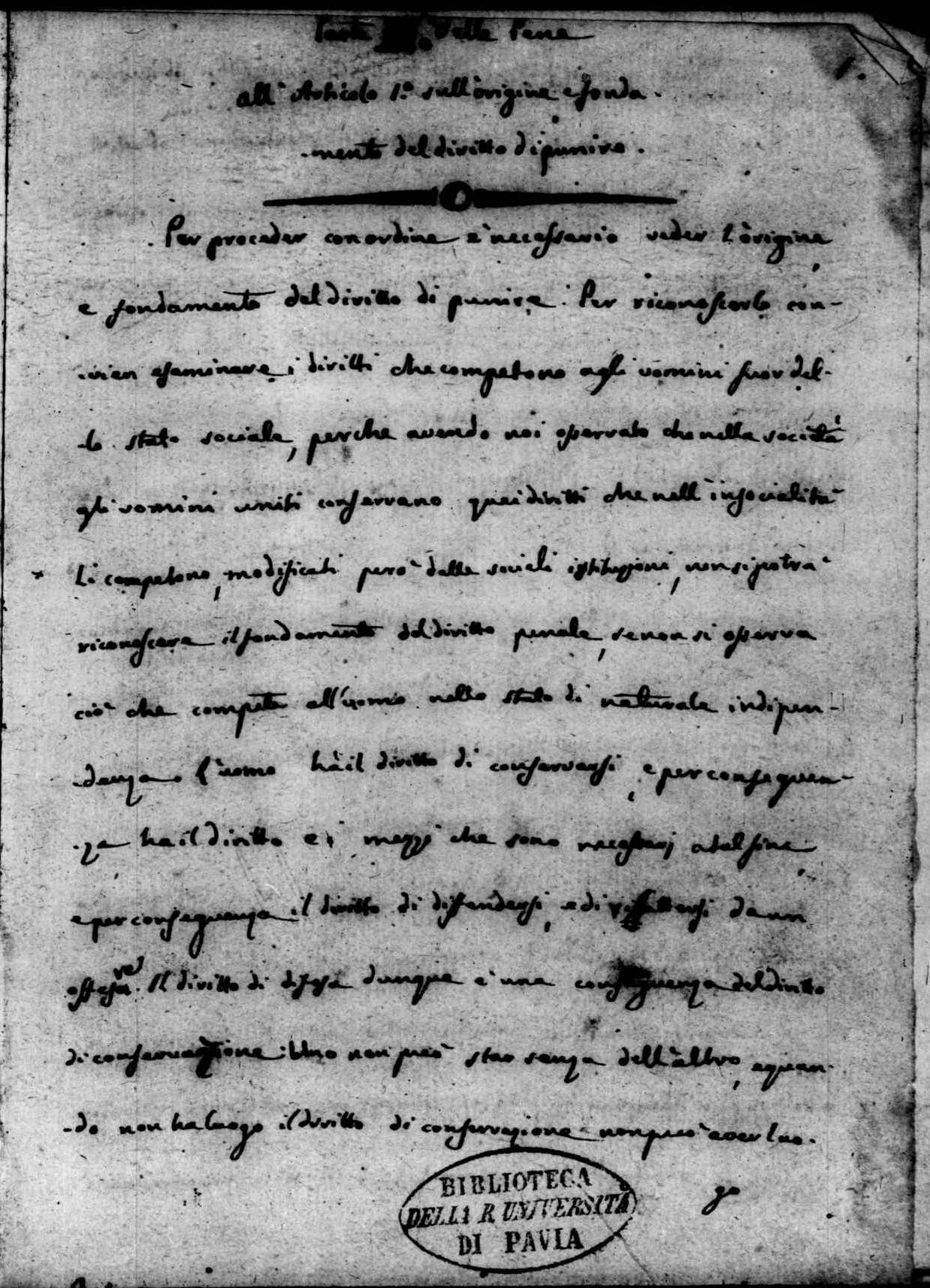
Elementi di diritto criminale, manoscritto del XIX secolo. Pavia, Biblioteca Universitaria, Fondo Ticinesi, Ticinesi 98.

Compiuti gli studi universitari, nel 1781, presso la Facoltà di Giurisprudenza dell'Università degli Studi di Pavia, esercitò per breve tempo la professione legale in Valtellina, per poi accreditarsi nel mondo accademico grazie anche agli studi svolti nel campo del diritto penale. Con il sostegno di Luigi Cremani, suo docente negli anni universitari, pubblicò il De indiciis eorumque usu in cognoscendis criminibus (Pavia 1781) e il De indulgentia criminum et praescriptione (Como 1789). 
Nelle due opere svolse una moderata critica alle concezioni tradizionali degli istituti trattati, proponendone l’aggiornamento su basi logiche e razionali riconducibili a principi utilitaristici e di diritto naturale. Nel De indiciis discusse il valore degli indizi nel processo penale e il rapporto esistente tra prova indiziaria e prova diretta, dichiarandosi propenso a valutare la prima alla stessa stregua della seconda. Nel De indulgentia riunì due brevi dissertazioni dedicate ad argomenti – il diritto di grazia e la prescrizione del reato – assai dibattuti nell’ambito dell’illuminismo penale. Difese entrambi gli istituti, sostenendo che il diritto di grazia era ricompreso nella potestà punitiva del sovrano ed era quindi collegabile a principi di diritto naturale, mentre la prescrizione del reato si fondava, oltre che sull'autorità sovrana, su logici criteri di pubblica utilità. 
La sua attività scientifica si focalizzò sulla codificazione dei testi penali, pubblicando, nel 1803, un commento al codice criminale di Pietro Leopoldo Nuova legislazione criminale da osservarsi nella Toscana … con varie note ed osservazioni e una riedizione annotata del Commentarius di Anton Matthes ai libri terribiles (XLVII e XLVIII) del Digesto. In aggiunta, grazie all'esperienza d'insegnamento, rielaborò le lezioni impartite nell'università pavese, progettando la redazione di un’opera di sintesi della materia penale. Il primo e unico volume, Principi di giurisprudenza criminale, venne pubblicato nel 1812 e trattò le nozioni preliminari e gli istituti di parte generale del diritto penale. 
Nel corso della sua carriera ricoprì vari ruoli: in ambito accademico, ottenne la cattedra di istituzioni criminali, fu decano della facoltà legale (1796-97) e rettore per l'anno accademico 1804-1805 (in questa occasione pronunciò il discorso d'uso durante l'incoronazione di Napoleone Bonaparte in Italia). A livello istituzionale, fu nominato membro del Consiglio dei seniori della prima Repubblica Cisalpina in rappresentanza del dipartimento dell’Adda e Oglio, presidente del collegio elettorale per il dipartimento dell'Adda, collaboratore del ministro della giustizia Giuseppe Luosi, il quale nel 1805 lo inserì nella commissione incaricata di progettare i codici penale e di procedura penale.
Negli anni seguenti abbandonò il mondo universitario, per dedicarsi esclusivamente agli impregni istituzionali. Nel 1810 fece parte del Consiglio di Stato, nella sezione Consiglio degli uditori, suprema istanza di giustizia amministrativa del Regno. Mentre nel 1812 fu inserito in un altro organo giurisdizionale, il Consiglio delle prede marittime e fu nominato cavaliere della Corona ferrea e, l’8 febbraio 1812, membro pensionato dell'Istituto di scienze, lettere ed arti.
Si spense a Milano il 19 agosto 1813.

## Opere

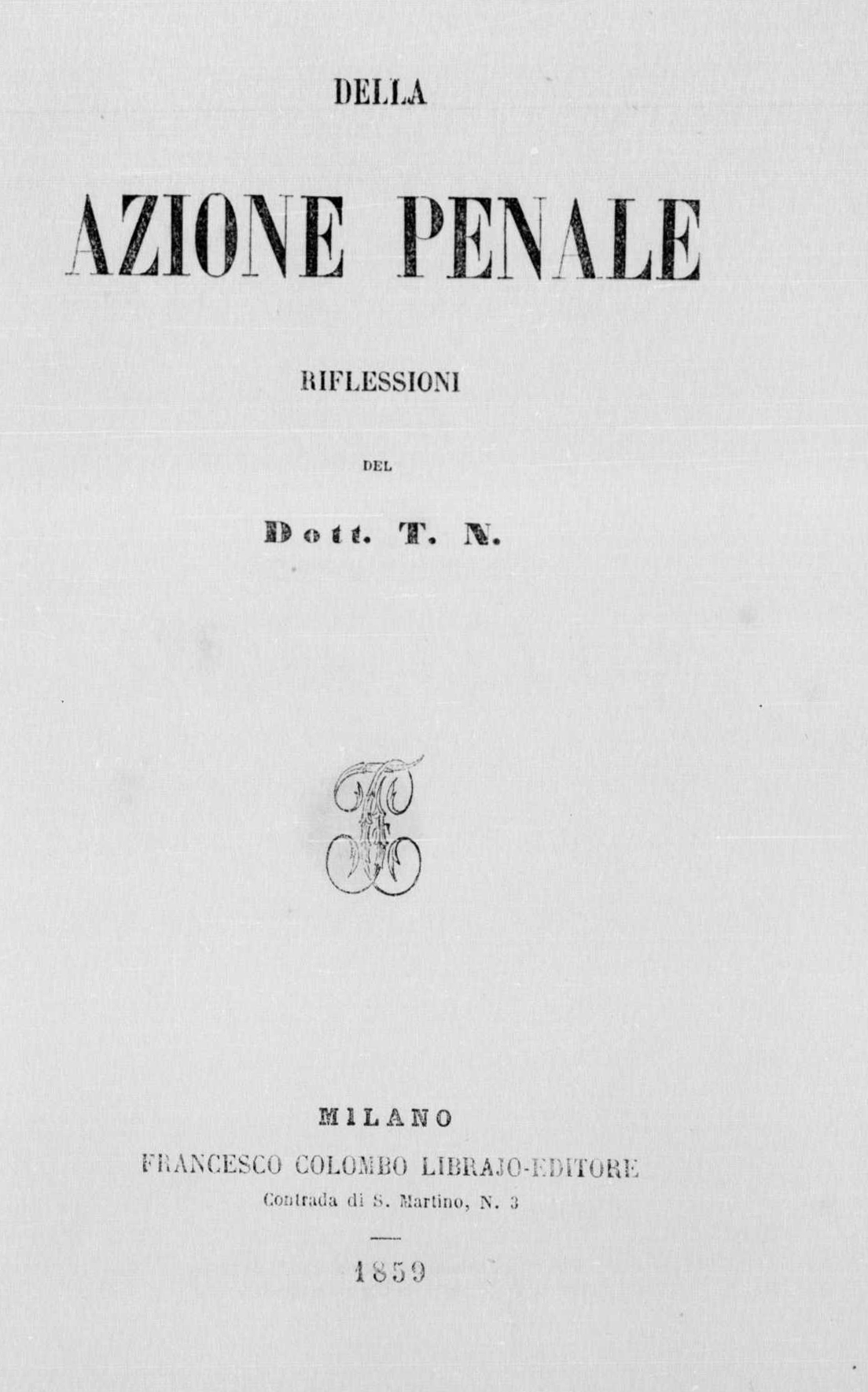
Della azione penale, 1859

- De indiciis eorumque usu in cognoscendis criminibus, Pavia 1781
- De indulgentia criminum et praescriptione, Como 1789
- Nuova legislazione criminale da osservarsi nella Toscana … con varie note ed osservazioni, Milano 1803
- Commentarius di Anton Matthes ai libri terribiles (XLVII e XLVIII) del Digesto, Pavia 1803
- Principi di giurisprudenza criminale, Milano, Stamperia reale, 1812.
- Della azione penale, Milano, Francesco Colombo librajo editore, 1859.

### Manoscritti
- De dotibus eorumque dissertatio, XVIII secolo, Pavia, Biblioteca Universitaria, Fondo Ticinesi, Ticinesi 715.
- Elementi di diritto criminale, XIX secolo, Pavia, Biblioteca Universitaria, Fondo Ticinesi, Ticinesi 98.